# Comfort Freeman
Comfort M. Freeman là một nhà hoạt động vì hòa bình ở Liberia. Cô là người đứng đầu Sáng kiến Phụ nữ vì Hòa bình, một nhóm phụ nữ phản chiến và Ủy ban Phụ nữ của Giáo hội Luther. Cô cũng là một phần của một nhóm các nhà lãnh đạo nhà thờ đã đến thăm Hoa Kỳ vào tháng 3 năm 2003.
Cùng với Leymah Gbowee, cô đã tổ chức Mạng lưới Phụ nữ trong Hòa bình (WIPNET), hợp tác với Tổ chức Phụ nữ Hồi giáo Liberia để thành lập Tổ chức Hành động vì Phụ nữ của Liberia vì Hòa bình. Họ trở thành một lực lượng chính trị chống lại bạo lực và chống lại chính phủ của họ trong cuộc Nội chiến Liberia lần thứ hai. Kết quả là, phụ nữ đã có thể đạt được hòa bình ở Liberia sau cuộc nội chiến kéo dài 14 năm và sau đó đã giúp mang lại quyền lực cho nữ nguyên thủ quốc gia đầu tiên của đất nước, Ellen Johnson Sirleaf.